# Juteršek
Juteršek je priimek v Sloveniji, ki ga je po podatkih Statističnega urada Republike Slovenije na dan 1. januarja 2010 uporabljalo 151 oseb.

## Znani  nosilci priimka
- Albert Juteršek (1938—2022), zdravnik patolog, prof. MF
- Drago Juteršek, župnik
- Majda Juteršek, leksikografka (redakcija Enciklopedije Jugoslavije)
- Mirko Juteršek (1932—2011), umetnostni zgodovinar, bibliotekar
- Tomaž Juteršek (1964—2008), slikar